# Ain
För andra betydelser, se Ain (olika betydelser).
Ain är ett franskt departement i regionen Auvergne-Rhône-Alpes i östra delen av Frankrike. I den tidigare regionindelningen som gällde fram till 2015 tillhörde Ain regionen Rhône-Alpes.
Ain har fått sitt namn av floden Ain som flyter genom landskapet. Departementet avgränsas av floderna Saône och Rhône. Ain har ett utmärkt geografiskt läge samt utmärkta kommunikationer med TGV och vägar, vilket gynnar regionens ekonomiska expansion. Ain har även nära till internationella flygplatser som Lyon och Genève.
Ain består i huvudsak av fyra geografiska områden, som vart och ett med sina karaktärsdrag bidrar till Ains mångfald: Bresse, Dombes, Bugey och Gex. I Bresse är jordbruk och jordbruksindustri utmärkande med spannmålsodling, boskapsuppfödning, mjölk- och ostproduktion och fjäderfäuppfödning. I Dombes finns en tradition av fiskodling och i Bugey koncentrerar man sig på vinproduktion. I området kring staden Oyonnax finns en stark plastindustri ("Plastics Valley").
Bebyggelsen är främst koncentrerad kring huvudorten Bourg-en-Bresse.

## Bildgalleri

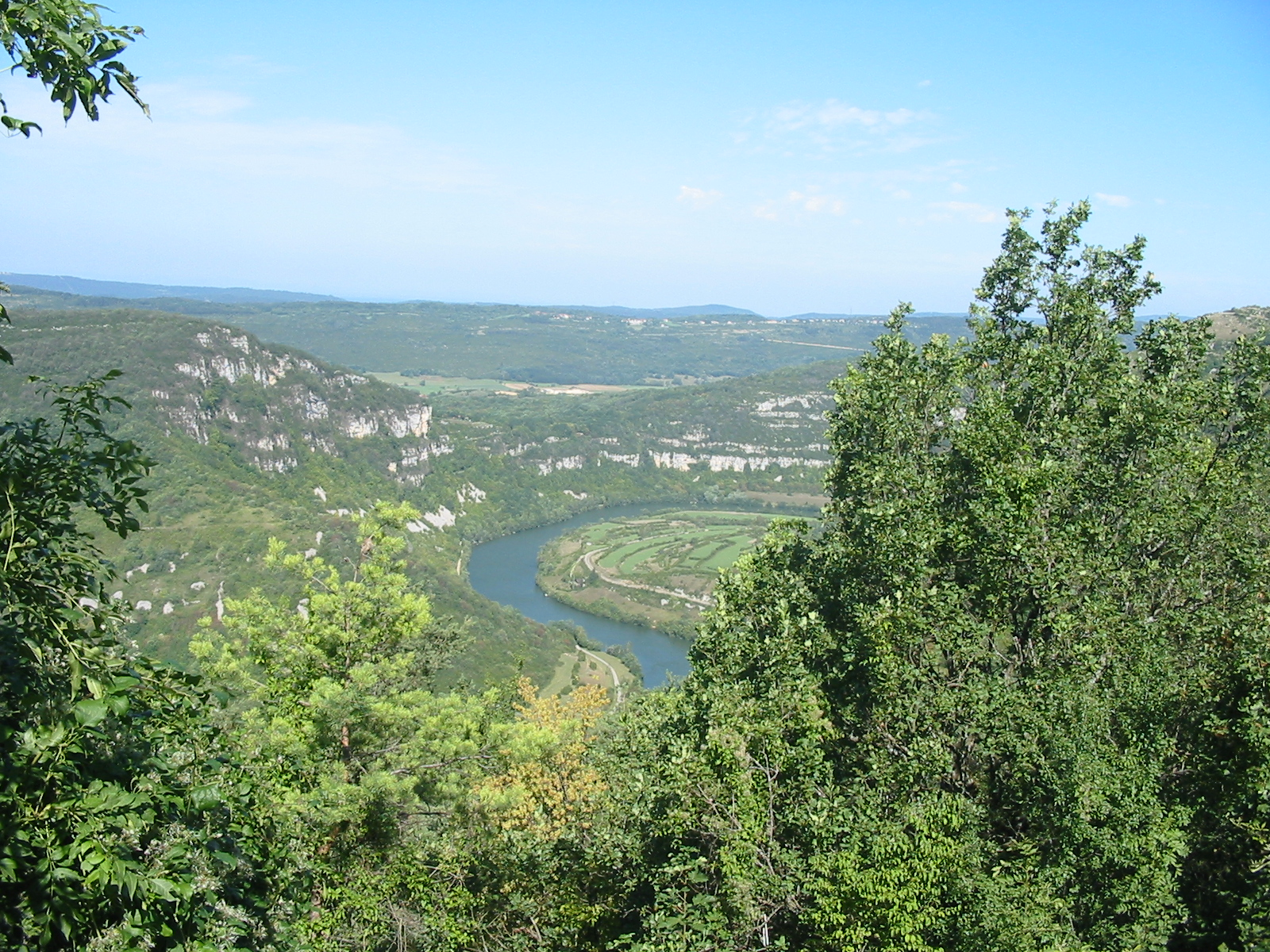
Nära Nantua.
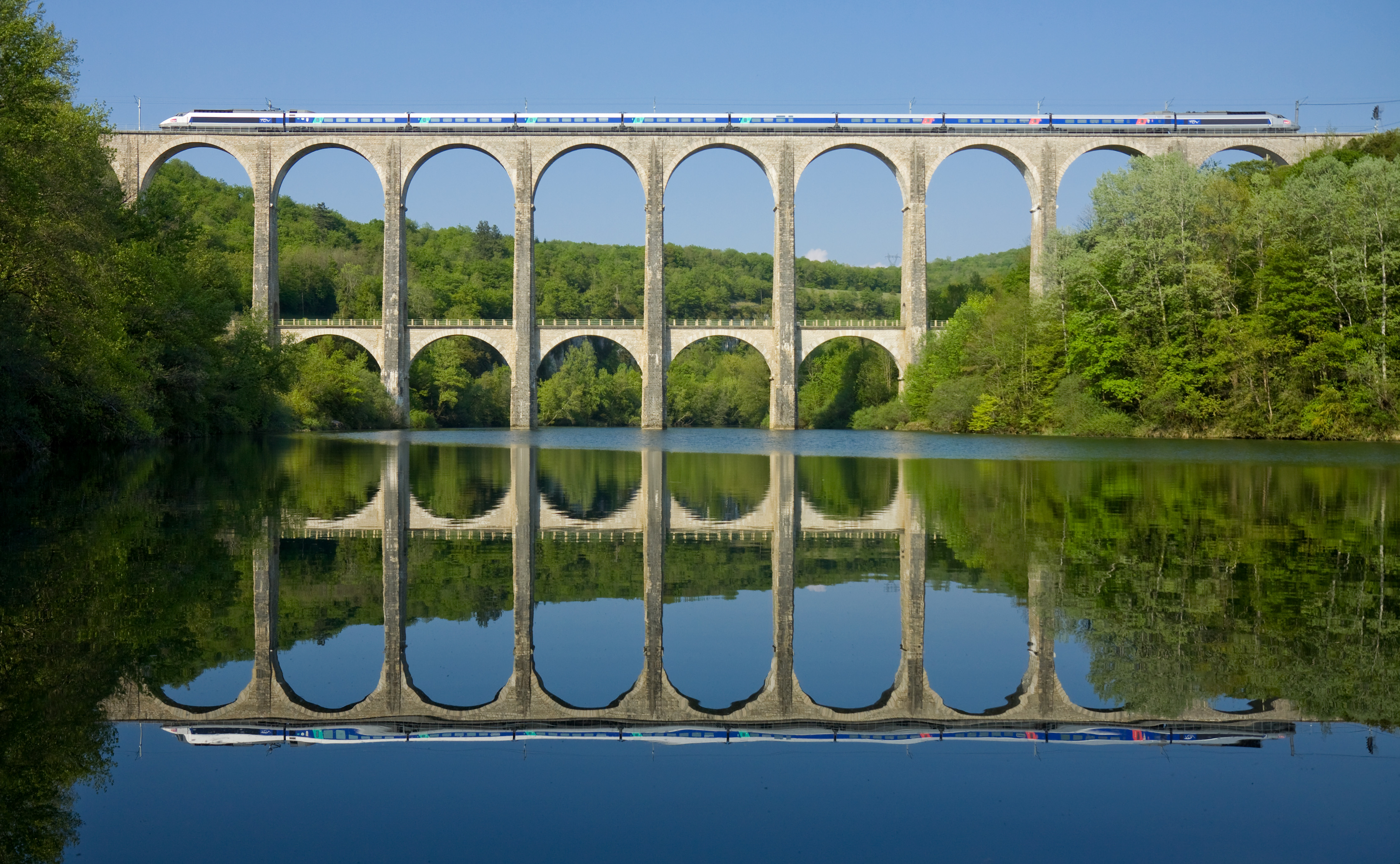
Ett TGV-tåg passerar över floden Ain vid Cize.